# 知徳高等学校
知徳高等学校（ちとくこうとうがっこう）は、静岡県駿東郡長泉町竹原にある私立高等学校。
地元では、過去の名称である「（三高）さんこう」と呼ばれる。これは近隣の日本大学三島高等学校・中学校と区別しているため。現在は校歌に使われてる『知徳』と言う歌詞から、学校名を知徳高等学校に改名している。

## 運営法人
- 学校法人三島学園

## 沿革
- 1934年（昭和9年） - 三島家政女学校と三島実践女学校の両校を統合し、三島実科高等女学校として創立
- 1950年（昭和25年） - 財団法人三島学園を学校法人三島学園に改組
- 1955年（昭和30年） - 三島高等学校と改称、男女共学となる
- 1959年（昭和34年） - 三島市内から現在地に移転
- 1965年（昭和40年） - 普通科を設置
- 2014年（平成26年） - 4月1日、三島高等学校から知徳高等学校に校名変更

## 著名な卒業生
- 神保悟志 - 俳優
- 翔傑喜昭 - 大相撲力士
- つまみ枝豆 - お笑い芸人、俳優（中退）
- 大隅正人 - 元プロ野球選手（阪急ブレーブスほか）
- 西川拓喜 - 元プロ野球選手（オリックス・バファローズ）、大阪府警察警察官
- 小船翼 - プロ野球選手（育成選手）

## 著名な教職員・関係者
- 初鹿勇 - 硬式野球部元監督、総監督

## 通学手段等
- 学校案内によると、各駅からの所要時間は、

東海道本線三島駅下車徒歩20分、伊豆箱根鉄道駿豆線三島広小路駅下車徒歩15分、御殿場線下土狩駅下車徒歩20分と紹介されている。
各駅から歩いて通学する生徒が多い。
- 学校から1.5キロ以内の人は徒歩で、それ以上の人は自転車などで通学している。

以下は、バス・電車によるアクセスである。
- JR東海道本線　沼津駅 及び 三島駅 下車。
  - 伊豆箱根バス運行の路線バス「三島駅 - 大岡・自由ヶ丘経由 - 沼津駅」で「知徳高校前（旧三島高校前）」下車。
- 伊豆箱根鉄道駿豆線 三島広小路駅下車。
  - 広小路駅前の踏切すぐのところに「大岡・自由ヶ丘経由沼津駅」方面のバス停あり。

・JR御殿場線 下土狩駅 下車。
・直接行く路線バスはない。車か徒歩になってしまう。
通学時間帯以外である日中に限定されるが、
コミュニティバス長泉・清水循環バスが学校グラウンド西側を通過する（「竹原グランド」下車が近い）